# Васильевское (Пошехонский район)
Васильевское — деревня в Пошехонском районе Ярославской области России. 
В рамках организации местного самоуправления входит в Пригородное сельское поселение, в рамках административно-территориального устройства является центром Васильевского сельского округа.

## География
Расположена в 38 км к северу от центра города Пошехонье.

## Население
| 2002 | 2007 | 2010 |
| ---- | ---- | ---- |
| 73   | ↘53  | ↗56  |

Согласно результатам переписи 2002 года, в национальной структуре населения русские составляли 97 % из двух жителей.

## Инфраструктура
Фельдшерско-акушерский пункт (филиал Пошехонской центральной районной больницы).

## Общественный транспорт
Васильевское обслуживается пригородными автобусными маршрутами №№ 105 Пошехонье — Андрюшино, 120 Пошехонье — Спас.